# Formica dirksi
Formica dirksi é uma espécie de formiga da família Formicidae. É endémica dos Estados Unidos da América.